# 小城故事
《小城故事》是一部台灣電影，大眾有限公司出品，由李行執導，林鳳嬌、葛香亭等人主演。電影同名主題曲〈小城故事〉及插曲〈你在我心裡〉由鄧麗君演唱。

## 劇情簡介
因為誤傷姊夫而入獄服刑，3年後，甫出獄的青年陳文雄，洗心革面，來到苗栗三義學習雕刻所發生的故事。

## 演員列表
- 林鳳嬌：賴阿秀，賴金水的女兒，因為聾啞而無法言語。
- 鍾鎮濤：陳文雄。
- 葛香亭：賴金水，文雄服刑期間的獄友，在獄中教他雕刻，並相約文雄出獄後到三義來找他繼續學習手藝。
- 江明：飾藝品店小開。周老闆之子，對阿秀有意。
- 李烈：飾林月華。文雄的前女朋友，臺灣省合作金庫職員。
- 歐弟 (陳俊傑)：飾阿吉。賴金水的外孫。
- 陳俊全：飾阿旺。賴金水的大徒弟，陳文雄的師兄。
- 傅碧輝：飾阿吉的母親。
- 崔福生：老趙，阿吉母親的男朋友。
- 曹健：飾月華之父。
- 錢璐：飾月華之母。
- 李允中：飾藝品店周老闆。
- 游娟：飾陳美枝。文雄的姊姊。
- 何玉華：飾阿旺老婆，名字為富美。
- 丁國勝：飾郭春發。賴金水、陳文雄的獄友。
- 呂文中：飾許醫師。
- 陳正：
- ：飾文雄的姊夫。
- 周少卿：飾獄警。
- 王菲：
- 陳志珍：飾助產士
- 張威：飾在八卦山拍照的男子
- 余麗虹：
- 陳麗冠：
- 劉昶演：飾三義車站牛乳冰攤前的學生。

## 拍攝場景[1]
- 三義坤慶橋
- 三義百吉行
- 三義火車站
- 三義中正路
- 鹿港半邊井
- 鹿港龍山寺
- 鹿港中山路
- 鹿港十宜樓
- 鹿港金盛巷
- 鹿港玉珍齋
- 三峽祖師廟
- 三峽民權街
- 深坑深坑街
- 彰化大佛風景區

## 獎項
- 第25屆亞洲影展最佳文藝愛情片獎

- 第16屆金馬獎
  - 最佳劇情片獎：《小城故事》
  - 最佳女主角獎：林鳳嬌
  - 最佳原著劇本獎：張永祥
  - 最佳童星獎：歐弟(陳俊傑)
  - 最佳導演提名：李行
  - 最佳男配角提名：江明
  - 最佳攝影提名
  - 最佳原配樂提名
  - 最佳音效提名
  - 最佳美術設計提名

## 外部連結
- 開眼電影網上《小城故事》的資料（繁體中文）
- 香港影庫上《小城故事》的資料（繁體中文）
- 时光网上《小城故事》的資料（简体中文）
- 豆瓣电影上《小城故事》的資料 （简体中文）
- 互联网电影数据库（IMDb）上《小城故事》的资料（英文）